# نظرية التشتت
نظرية التشتت أو نظرية التبعثر (بالإنجليزية: scattering theory)، في الفيزياء والرياضيات هي نظرية تُستخدم لدراسة وفهم الموجات والجسيمات، تشتت الموجات يحصل عند تصادم وتبعثر الموجة خلال إختراقها وسط مادي على سبيل المثال تشتت ضوء الشمس بواسطة قطرات المطر لتشكيل قوس قزح، وتشتت الجسيمات يحصل عند تفاعل الجسيمات مع بعضها مثلاً تشتت رذرفورد الحاصل لجسيمات ألفا في شريحة الذهب، وحيود براغ للألكترونات والأشعة السينية وحتى تشتت كرات البلياردو على طاولة اللعب. بتعبير أدق، نظرية التشتت تدرس حلول المعادلات التفاضلية الجزئية، للعناصر التي «تنتشر في الماضي» ثم «تتفاعل بالحاضر» مع بعضها أو مع شروط حدودية معينة ثم «تتشتت في المستقبل».
مسألة التشتت المباشر تبين توزيع فيض الإشعاع أو الجسيمات بالإعتماد على خصائص المُشتت، بينما مسألة التشتت العكسي هي مسألة لتحديد خصائص الجسم المُشتت من شكل وتكوين داخلي عن طريق قياس الأشعة والجسيمات المتشتتة من ذلك الجسم.
منذ ظهور هذه النظرية لإستخدامها في الرادار، طبقت في الكثير من التطبيقات الأخرى على سبيل المثال لا الحصر: تحديد الموقع بالصوت، والمسح الجيوفيزيائي، والإختبارات اللا إتلافية، والتصوير الطبي ونظرية الحقل الكمومي.

## المفهوم الأساسي
يصعب حصر مفهوم هذه النظرية كونها تستخدم في مجالات مختلفة وتملك مفاهيم مختلفة تبعاً لنوع المجال، لكن سنذكر المفهوم الأكثر شيوعاً:

### الأهداف المركبة ومعادلات المدى

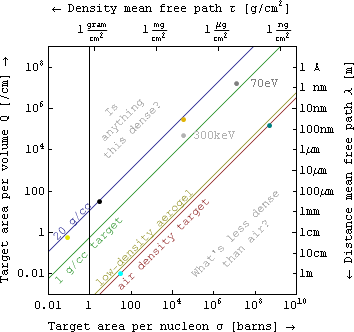
الصورة تبين الكميات المكافئة التي تستخدم في نظرية التشتت لعيّنات مركبة، بوحدات مختلفة.

عندما يكون الهدف متكون من مراكز تشتت متعددة يختلف موضعها النسبي بشكل عشوائي، فمن المناسب إيجاد معادلة مدى تأخذ أشكال متعددة تبعاً لمجال التطبيق، بأبسط حالة إفترض أن التفاعل بين الجسيمات «من الحزمة الأصلية» مع الهدف سيزيل الجسيمات من الحزمة بمعدل منتظم يتناسب مع شدة فيض الجسيمات الساقط ({\displaystyle I}) لوحدة المساحة لوحدة الزمن أي:
{\displaystyle {\frac {dI}{dx}}=-QI\,\!}
حيث أن ({\displaystyle Q}) هي معامل التفاعل و ({\displaystyle x}) هي المسافة التي اخترقتها الجسيمات من الهدف.
هذه المعادلة تمثل معادلة تفاضلية تقليدية من الرتبة الأولى وحلها يكون بالشكل التالي:
{\displaystyle I=I_{o}e^{-Q\Delta x}=I_{o}e^{-{\frac {\Delta x}{\lambda }}}=I_{o}e^{-\sigma (\eta \Delta x)}=I_{o}e^{-{\frac {\rho \Delta x}{\tau }}},}
حيث أن ({\displaystyle I_{0}}) هو شدة الفيض الأصلي الساقط، ({\displaystyle \Delta x=x-x_{0}}) يمثل طول المسار، المساواة الثانية من الحل تظهر بدلالة معدل المسار الحر للتفاعل ({\displaystyle \lambda })، المساواة الثالثة للحل تستخدم عدد الأهداف المتفاعلة لوحدة الحجم ({\displaystyle \eta })، والرمز ({\displaystyle \sigma }) يعبر عن مساحة المقطع العرضي للتفاعل، الحد الأخير يعطى بدلالة كتاقة الكتلة ({\displaystyle \rho }) للتعبير عن معدل المسار الحر للكثافة ({\displaystyle \tau })، توجد علاقات تحويل بين هذه الكميات بالصيغة التالية:
{\displaystyle Q=1/\lambda =\eta \sigma =\rho /\tau }
في مطياف الإمتصاص الكهرومغناطيسي، على سبيل المثال: معامل التفاعل ({\displaystyle Q}؛ بوحدة: {\displaystyle cm^{-1}}) يسمى بالشفافية، أو معامل الإمتصاص، أو معامل التوهين.
في الفيزياء النووية، تستخدم كافة المصطلحات مثل مساحة المقطع العرضي ({\displaystyle \sigma }؛ بوحدة: بارن)، معدل المسار الحر للكثافة ({\displaystyle \tau }؛ بوحدة: {\displaystyle gm/cm^{2}}) ومقلوبه الذي يمثل معامل توهين الكتلة (بوحدة: {\displaystyle cm^{2}/gm})، أو المساحة لكل نيوكليون.
بينما في المجهر الألكتروني، عادة يستخدم مفهوم معدل المسار الحر غير المرن ({\displaystyle \lambda }؛ بوحدة: نانومتر).

## الفيزياء النظرية

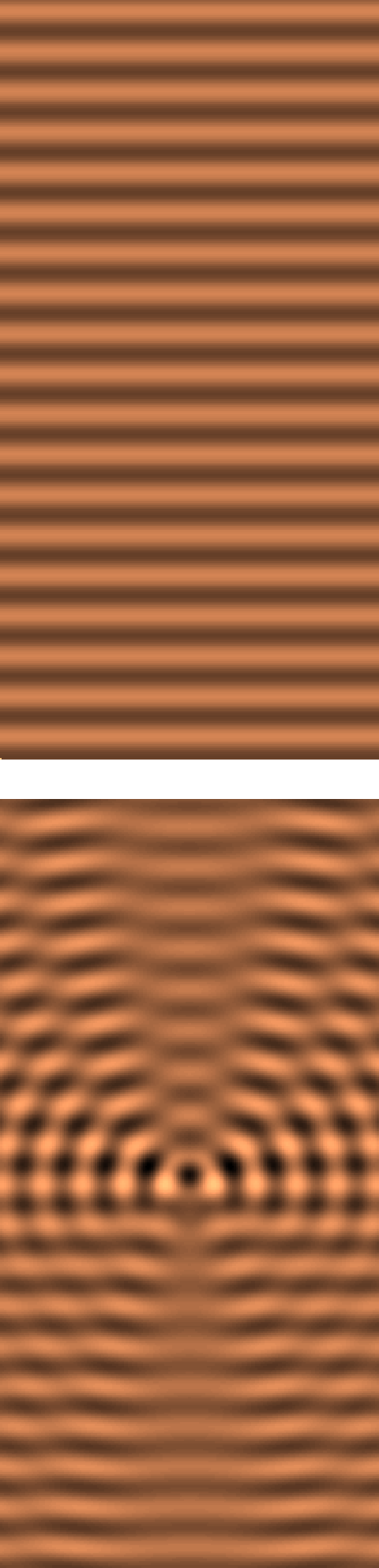
الشكل في الأعلى يبين جزء حقيقي من موجة مستوية تنتشر من الأسفل إلى الاعلى، الجزء الأسفل يبين نفس الموجة لكن بعد وضع قرص شفاف بمعامل إنكسار أكبر من معامل انكسار الوسط المحيط، فيظهر نمط من التشتت.

في الفيزياء الرياضية، تعامل نظرية التشتت كإطار لدراسة التفاعل أو حلول التشتت للمعادلات التفاضلية الجزئية، في علوم الصوت، المعادلة التفاضلية هي معادلة الموجة والتشتت يدرس حلولها التي تمثل موجات الصوتية، التشتت في الأجسام الصلبة أو الإنتشار في وسط مادي غير متجانس (كالصوات التي تطلقها الغواصات في مياه البحر).
بينما في حالة الكهرومغناطيسية الكلاسيكية، المعادلة التفاضلية هي أيضاً معادلة الموجة وحلولها تدرس الضوء والموجات الكهرومغناطيسية. في فيزياء الجسيمات، المعادلات تصف معادلات الديناميكا الكهربائية الكمية والديناميكا اللونية الكمية والنموذج القياسي، والتي تتوافق حلولها مع الجسيمات الأولية.
في الميكانيك الكمي الإعتيادي ومن ضمنه الكيمياء الكمية، المعادلة التفاضلية هي معادلة شرودينغر، مع صيغها المكافئة الشائعة مثل معادلة ليبمان-شوينغر ومعادلات فاديف، الحلول تصف الحركة الحرة الطويلة للذرات والجزيئات والفوتونات والإلكترونات والبروتونات، حيث يصف السيناريو عدد من الجسيمات القادمة من المالانهاية، وعند الكاشف تتصادم وتتفاعل إختيارياً ثم تدمر بعضها أو تنشيء جسيمات جديدة أخرى، وهذه النواتج مع الكواشف الغير متفاعلة تتشتت بعد التفاعل بعيداً إلى المالانهاية مجدداً، تكشف حلول المعادلات عن الإتجاهات التي من المرجح أن تسلكها نواتج هذا التفاعل ومدى سرعتها، كما تكشف عن مدى احتمالية حصول ردود الفعل، أو التخليق، أو الإضمحل، توجد تقنيتان سائدتان لحل مسائل التشتت وهما: تحليل الموجة الجزئي [الإنجليزية]، وتقريب بورن [الإنجليزية].

## التشتت المرن والغير مرن
يدل مصطلح «التشتت المرن» إلى أن الحالات الداخلية للجسيمات لا تتغير قبل وبعد حدوث التشتت، وعلى العكس مصطلح «التشتت غير المرن» يدل على تغير حالة الجسيمات بعد التفاعل والتشتت كإثارة ألالكترونات في الذرة، أو إفناء وتخليق جسيمات جديدة كلياً.
المثال في الكيمياء الكمية على التشتت مفيد بشكل خاص، حيث أن النظرية معقدة إلى حد ما مع وجود اساس بناء بديهي للفهم، عندما تتشتت ذرتان بعيداً عن بعضهما، يمكن فهمها على أنها حلول حالة ربط لبعض المعادلات التفاضلية، وهكذا.مثلاً تتوافق ذرة الهيدروجين مع حل معادلة شرودينغر بأس مقلوب سالب للجهد المركزي (مما يعني تجاذب كولوم)، إن تشتت ذرتي الهيدروجين سيؤثر على حالة كل منهما، مما يجعل احداهما أو كلاما بحالة إستثارة، أو حتى تآين، يمثل هذا عملية تشتت غير مرن.

## الإطار الرياضي
في الرياضيات، تتعامل نظرية التشتت مع شكل أكثر تجريداً لنفس المفاهيم، مثلاً: إذا احتوت المعادلة التفاضلية على حلول بسيطة محلية، وهذه الحدود هي دالة لمعامل واحد، فذلك المعامل يمكن أن يأخذ دور مفهومي للزمن، ثم يطرح السؤال، ماذا سيحصل في حالة وضع حلآن متباعدان عن بعضهما، في حالة «الماضي البعيد» وجعلهم يتحركان نحو بعضهما البعض ثم التفاعل بينهما تحت شروط المعادلة التفاضلية، ثم تشتتهما عن بعضهما إلى «المستقبل البعيد»، ثم تقوم مصفوفة التشتت بربط الحلول في الماضي البعيد مع الحلول في المستقبل البعيد.
عادة ما تطبق حلول المعادلات التفاضلية على متعددات الشعب، وهذا يعني أن الحل يتطلب دراسة طيف مؤثر على متعدد شعب، وكنتيجة لهذا الحلول غالباً ما تملك طيف يمكن تحديده بفضاء هيلبرت، يتم وصف التشتت بخريطة معينة على فضاءات هيلبرت (مصفوفة اس [الإنجليزية])، الفضاءات التي تملك طيف منفصل تمثل حالات الربط في ميكانيك الكم، بينما يرتبط الطيف المستمر بحالات التشتت.
دراسة التشتت غير المرن تطرح سؤالاً هو كيف يمكن للأطياف المنفصلة والمستمرة أن تمتزج مع بعضها؟.
من التطورات المهمة الجديرة بالملاحظة هو تحويل التشتت العكسي [الإنجليزية]، المفيد جداً لحل النماذج القابلة للحل كلياً.

## إقراً أيضاً
- تبعثر
- تبعثر رامان
- تبعثر رذرفورد
- علم الصوت
- موجة مادية